# Canal de Bergues (France)
Pour les articles homonymes, voir Canal de Bergues.
Le canal de Bergues relie la ville de Bergues au port de Dunkerque, dans le département français du Nord.
D'une longueur de 7,8 km, il fut commencé au XVIe siècle et mis en service en 1634 pour relier Bergues, où un port venait d'être bâti, à la mer du Nord. Il est ainsi l'un des plus vieux canaux français.
En 1750 la verrerie Morel du Hillaume s'installe sur sa rive en Basse-ville de Dunkerque
La plaisance et le sport sont aujourd'hui les activités principales sur le canal de Bergues : deux clubs sportifs (un club de canoë-kayak et un club d'aviron) installés dans la commune de Coudekerque-Branche naviguent sur cet ouvrage.
La portion des berges du canal située sur la commune de Coudekerque-Branche entre le Pont des Sept Planètes et le Centre Nautique Pascal Leys est actuellement en travaux afin d'offrir une Voie Verte aux habitants, et ce après avoir rénové le ponton du Centre Nautique permettant l'accès à l'eau des clubs sportifs.

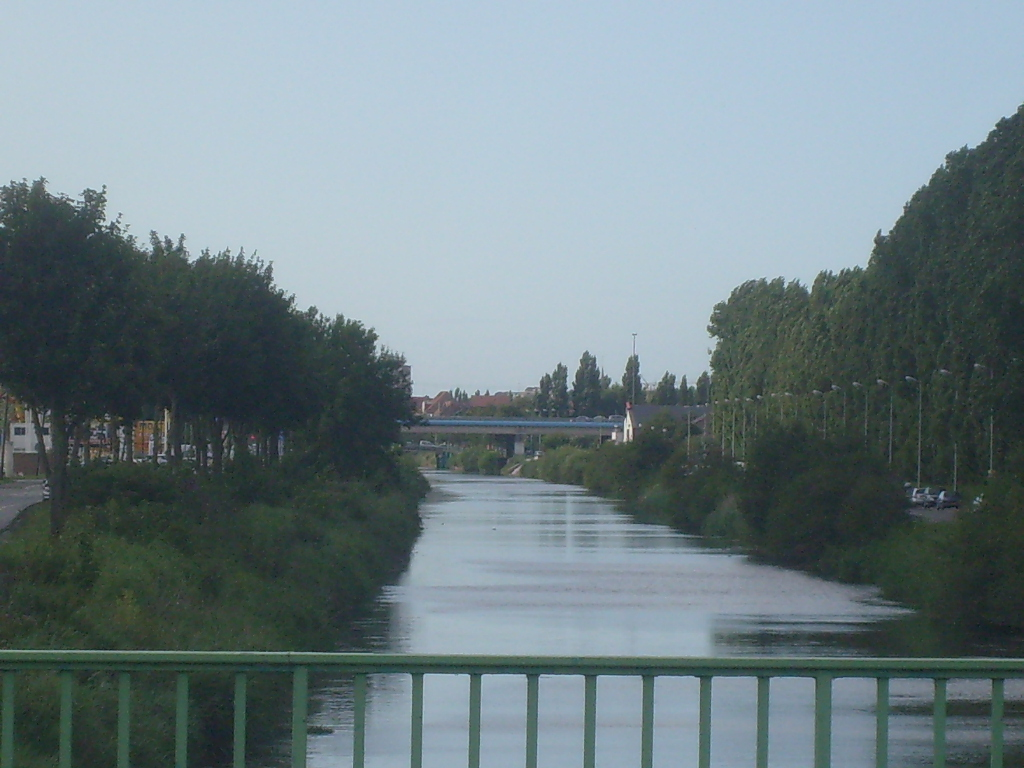
Dans Coudekerque-Branche, Dunkerque est au loin.
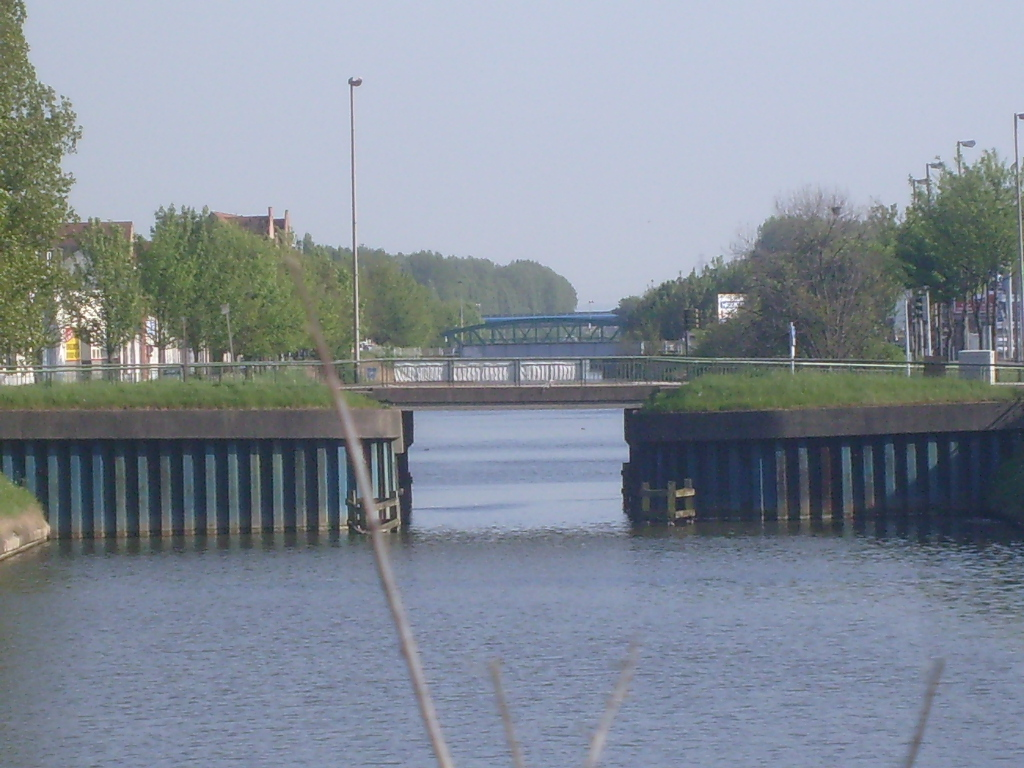
À l'entrée dans Dunkerque au niveau du pont.

## Histoire
Une étude datant du XIXe siècle signale qu'une première mention du canal de Bergues apparait en 1253. Au XVIe siècle le canal n'était plus praticable, car ensablé et trop mal entretenu. Le canal a alors été réaménagé pour être à nouveau mis en service.

### Histoire commerciale
En 1615, les autorités de Bergues (équivalent de la municipalité) demandent aux autorités espagnoles dont dépend la ville, l'autorisation de pouvoir élargir, approfondir et endiguer le canal de Bergues, afin qu'à l'avenir les navires puissent naviguer directement de la mer à Bergues sans rupture de charge à Dunkerque. Il s'agit d'une ancienne revendication de la ville de Bergues, longtemps plus importante que celle de Dunkerque : lors de la constitution des arrondissements au moment de la Révolution française, Bergues fut désignée initialement comme le siège de cette circonscription administrative (arrondissement de Bergues) . Le développement ultérieur de Dunkerque va ruiner les ambitions de Bergues d'être un port grâce au canal de Bergues.

## Littérature
Le canal de Bergues est le théâtre d'un polar de Sandrine Berthier : L'assassin du canal aux éditions Ravet-Anceau 2011